# Yves Robillard
Pour les articles homonymes, voir Robillard.
Yves Robillard, né en 1942 à Verdun, est un enseignant, fonctionnaire et homme politique canadien. Il est depuis octobre 2015 député libéral de la circonscription de Marc-Aurèle-Fortin à la Chambre des communes du Canada.

## Biographie
Yves Robillard est né en 1942 à Verdun et habite le quartier Sainte-Rose de la ville de Laval depuis 1967 environ,. Diplômé de l'université du Québec à Montréal, il détient un brevet "B" d’enseignement, un diplôme en pédagogie, un diplôme en techniques des loisirs et un baccalauréat en relations humaines.
Il a fait une carrière d'enseignant en anglais au secondaire, en particulier à Kuujjuaq, et a été directeur d'école à Akulivik, au Nunavik (Nord du Québec). Il a également été coordonnateur des loisirs à la Commission scolaire des Mille-Îles et fonctionnaire à la Ville de Laval.
Il a été commandant au sein de l’escadron 21 (réserve des Forces armées canadiennes), major de l’Aviation et chef du personnel pour les camps des Cadets de l’Air à la base militaire de Bagotville.
Fondateur, entre autres, de la jeune Chambre de commerce de Sainte-Rose et du Club Optimiste Vimont-Auteuil, ses aptitudes relationnelles seront reconnues et il aura éventuellement l’opportunité de devenir officier de relations publiques au Service du génie et au Service des ressources humaines de Ville de Laval.

### Carrière politique
Yves Robillard a été secrétaire particulier (chef de cabinet) du président de l'Assemblée nationale du Québec, puis leader de l'opposition officielle, Jean-Noël Lavoie jusqu'en 1977,. Il est une première fois candidat aux élections générales québécoises de 1981, représentant le Parti libéral du Québec. Il a été défait dans la circonscription de Vimont par le candidat du Parti québécois Jean-Guy Rodrigue. Il a tenté d'être de nouveau le candidat libéral aux élections de 1985 mais n'a pas été choisi par les membres de son association de circonscription.
En 2012 Yves Robillard était militant de la Coalition avenir Québec de François Legault. En février 2014 il est devenu président de l'Association libérale fédérale de la circonscription de Marc-Aurèle-Fortin. Plus tard cette année-là, il démissionne afin de faire campagne en vue de l'investiture libérale. En mai 2015 il est choisi candidat libéral, et le 19 octobre suivant est élu à la Chambre des communes du Canada.
Lors de son premier mandat de député, il siège sur le Comité permanent de la défense nationale, sur le Comité permanent des ressources humaines, du développement des compétences, du développement social et de la condition des personnes handicapées, et sur le Comité permanent des affaires autochtones et du Nord.
En mai 2019, Yves Robillard annonce qu'il se représente pour un second mandat. À l'élection du 19 octobre suivant, il est réélu avec 45 % des voix. Dans le nouveau parlement, il est membre des comités permanents des Anciens combattants et de la Défense nationale.
En septembre 2021, il est réélu pour une troisième fois d'affilée avec 44 % des voix.